# Bateria BYD Blade

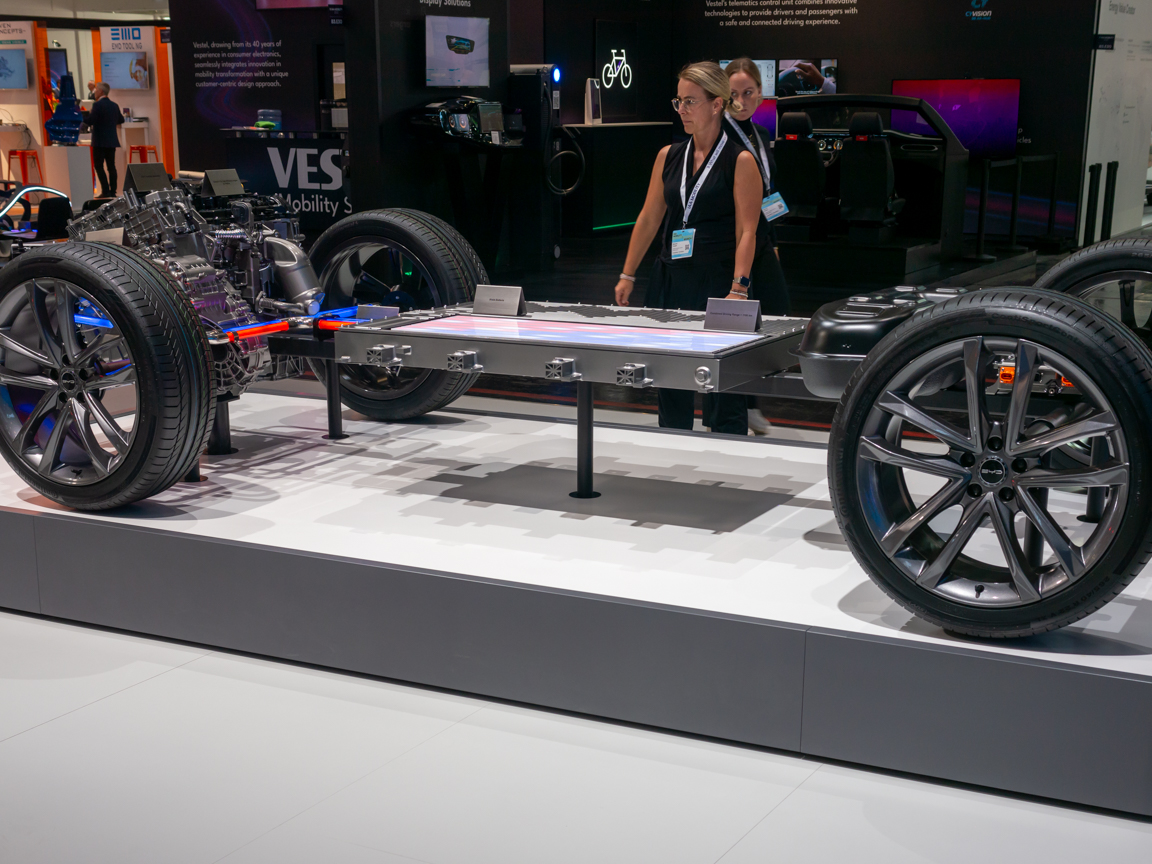
Els paquets de bateries Blade es van presentar a la IAA Summit 2023, Alemanya

La bateria blade BYD és una bateria de fosfat de ferro de liti (LFP) per a vehicles elèctrics, dissenyada i fabricada per FinDreams Battery, una filial de l'empresa de fabricació xinesa BYD.
La bateria blade va ser llançada oficialment per BYD el 2020. BYD afirma que, en comparació amb les bateries de liti ternàries i les bateries tradicionals de fosfat de ferro de liti, la bateria de la fulla té avantatges en seguretat, abast, longevitat, força i potència.

## Especificacions

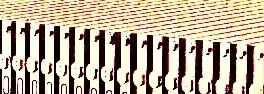
Il·lustració de les fulles en un paquet de bateries blade LFP

La bateria de la fulla acostuma a ser de 96 centimetres (37.8 in) llarg i 9 centimetres (3.5 in) bateria àmplia d'una sola cel·la amb un disseny especial, que es pot col·locar en una matriu i inserir-se en una bateria com una fulla. Es fa en diferents longituds i gruixos. La utilització de l'espai del paquet de bateries augmenta en més d'un 50% en comparació amb la majoria de les bateries convencionals de blocs de fosfat de ferro de liti.

## Seguretat
BYD afirma que, a la prova de penetració de les ungles, la bateria de la fulla no va emetre fum ni foc després de ser penetrada i la seva temperatura superficial va arribar només 30 a 60 °C (86 a 140 °F). La bateria de la fulla també va superar altres condicions de prova extremes, com ara ser aixafada i doblegada, escalfada en un forn a 300 °C (572 °F) i s'ha sobrecarregat un 260%. Cap d'ells va provocar un incendi o una explosió.
BYD afirma que "els vehicles elèctrics equipats amb la bateria de la fulla serien molt menys susceptibles a incendiar-se, fins i tot quan estiguin greument danyats".
El juliol de 2021, un BYD Han EV amb bateries de fulles es va provar a la Xina (prova de xoc entre cotxes) en comparació amb un Arcfox Alpha-S. Unes 48 hores després de la prova, el BYD Han estava produint fum i suposadament es va incendiar. BYD va argumentar que el foc es devia a l'ús indegut del refrigerant de la bateria. Concretament, el refrigerant "vermell" utilitzat es va identificar com a conductor elèctric, la qual cosa va provocar una reacció addicional quan es van danyar la bateria de la fulla i els cables. El refrigerant estàndard de la bateria utilitzat al Han és "morat", que no és conductor. BYD també va declarar que les proves "no eren convencionals, no autoritzades i no dins de l'estàndard de la indústria", i desitja que els mitjans de comunicació es comuniquin amb l'empresa per entendre l'especificació del cotxe abans de provar per obtenir un resultat més objectiu i raonable.